# Matías Ocampo
Matías Ernesto Ocampo Ornizún (ur. 14 marca 2002 w Montevideo) – urugwajski piłkarz występujący na pozycji prawego skrzydłowego, od 2023 roku zawodnik Liverpoolu Montevideo.